# Afrodiziak
Afrodiziak je substanca, ki se uporablja z namenom povečevanja spolnega poželenja - libida. V nekaterih primerih se izraz uporablja tudi za snovi, ki se jih uporablja za povečevanje spolne moči - potence. Izraz  »afrodiziak« izhaja iz imena starogrške boginje lepote, ljubezni in spolnega poželenja - Afrodite. Skozi zgodovino se je mnogim jedem, pijačam, vinom in dejanjem  pripisovalo posebne moči, ki naj bi vzpodbudile libido ter povečale spolne užitke. Kljub dolgoletnim literarnim virom pa ni bilo izvedene še skoraj nobene znanstvene študije, ki bi  potrdila učinkovitost afrodiziakov. Iz zgodovinskega in znanstvenega vidika naj bi bili učinki rezultat močnega prepričanja uporabnikov, da substance delujejo. 
V nekaterih primerih to prepričanje izhaja iz okusa vonja ali celo izgleda afrodiziaka. Banane, beluši in nosorogov rog so falične oblike in namigujejo, da bodo moski spolni udi prav tako dolgi, čvrsti in pokončni. Ostrige in smokve spominjajo na vzburjeno vulvo in dajejo upanje da bodo ženski spolni organi prav taki.
Želja po spolnosti je lahko oslabljena oz. zmanjšana, kar je lahko posledica psiholoških ali fizikalnih faktorjev:
- psihološki faktorji: depresija, stres, utrujenost, zloraba v mladosti, poškodbe telesa…
- fizikalni faktorji: hipotiroidizem, neustrezen nivo testosterona in dopamina, življenjski stil (prenizka telesna teža, alkohol, droge), zdravila (hormonska kontracepcija, nekateri antidepresivi in antipsihotiki),staranje…

## Zgodovina afrodiziakov[4]
- Kleopatra

Najbolj poznana uporabnica afrodiziakov je bila Kleopatra, ki je s svojim poznavanjem različnih vonjav, parfumov ter uporabo opiatov pridobila mnogo ljubimcev, hkrati pa mnogo imperijev postavila na rob propada. Njeni napoji naj bi vsebovali medvedjo mast, egipčanski afrodiziak, ki ima še danes nekaj medicinske vrednosti.
- Galen in Rimljani

Rimljani so uporabljali mnogo afrodiziakov kot so ostrige, menstrualna kri in poznana španska muha.
Eden izmed pomembnejših  rimskih učenjakov je bil Galen. Priporočal je hrano, ki povzroča napenjanje (npr. gorčica, grah,  šparglji…), saj je verjel, da ta živila lahko omogočijo erekcijo tako enostavno kot tvorbo plinov.
- Thomas Aquinas

Menih Thomas Aquinas  je pisal o afrodiziakih, ko je vprašanje človeškega telesa in rodnosti postalo pomemben del katoliške cerkve. Pisal je o zdravi hrani, ki povzroča »vitalnega duha«-torej je meso prav tako kot pitje vina afrodiziak.
- Moderni afrodiziaki

Mnogo starodavnih afrodiziakov se je ohranilo tudi danes in nekateri med njimi povzročajo škodo. Zahteve po afrodiziakih kot so juha iz plavuti morskega psa, nosorogov rog,… so pripeljale mnogo živali na mejo izumrtja. 
Razvoj medicinskih afrodiziakov, tablet kot je Viagra, predstavlja dobro alternativo in pomaga pri zmanjševanju zahtev po zastarelih in škodljivih sestavinah.

## Delitev
Afrodiziake razdelimo v dve osnovni skupini, psihofiziološke in notranje oz. interne.
Med psihofiziološke spadajo vidni, otipni, slušni in vonjalni. Med interne pa uvrščamo tiste, ki izhajajo iz različnih vrst hrane, alkoholnih pijač, drog, ljubezenskih napojev ter nekaterih medicinskih pripravkov.

## Vrste afrodiziakov

### Artičoke
Ko govorimo o naravnih afrodiziakih, so artičoke in jagode na vrhu seznama. Zgodovina ne pozna natančnega izvora artičok, vendar so nekateri prepričani, da izvira iz severne Afrike. Stari Grki so redno uživali artičoke, ki so jih tedaj gojili na Siciliji. Prepričani so bili, da so afrodiziak. Od njih so jih kasneje prevzeli Rimljani. Katarina Medičejska je artičoke prinesla v Francijo. V 16. stoletju je bilo na območju Evrope le moškim dovoljeno jesti artičoke prav zaradi učinka povečanega  libida. Francosko sodišče je Katarino Medičejsko zaradi velikega uživanja te zelenjave smatralo za škandalozno. Artičoke so očarale tudi Holandce in ti so jih predstavili na angleškem dvoru. Henrik VIII., znani uživač, je imel na svojem vrtu večjo gredo artičok. V ZDA pa so prišle v 19. stoletju s francoskimi in španskimi emigranti.
Nekateri povečevanje libida ne pripisujejo samo uživanju artičok, vendar tudi samemu dejanju uživanja.

### Španska muha
Španska muha je smaragdno-zelen hrošč z latinskim imenom Lytta vesicatoria, ki ga najdemo v južnejših predelih Evrope. Telo hrošča je običajno veliko 15–22 mm in široko 5–8 mm z izrazitim vonjem in pekočim okusom. Posušene in zdrobljene živali so bile uporabljene v medicini kot iritant in diuretik ter afrodiziak za ženske. Španska muha vsebuje namreč kantaridin, ki  draži urogenitalni trakt in povzroča srbenje oz. občutek, ki domnevno poveča žensko željo po spolnosti. Kantaridin lahko pri moških povzroči vnetje  genitalij in naknadno priapizem.

### Belušali Špargelj
Šparglje  nekateri ljudje zaradi značilne oblike štejejo med afrodiziake, vendar oblika nima vpliva na sposobnost povečevanja libida. Vsebujejo pa kalij, folno kislino, vitamin A in vitamin E, ki  pa stimulirajo spolne hormone  in tako povečajo telesno poželenje.  

### Paradižnik
To lastnost paradižnikov, da delujejo kot afrodiziak, so odkrili v njihovem »rojstnem kraju« na Galapaškem otočju v Tihem oceanu. Opazili so namreč, da se želve, ki uživajo črne paradižnike, parijo pogosteje kot tiste, ki jedo rdeče. Vendar pa še ni dokazov, da vplivajo tudi na ljudi.

### Cow cod soup
Tradicionalna jed na Jamajki, ki pa je šteta kot afrodiziak.Narejena je iz penisa bika, popra, banan in belega ruma.

### Mannish water
Tradicionalna jed na Jamajki narejena iz različnih kozjih organov, včasih tudi glavo in možgane.

### Nosorogov rog
Nosorogov rog najverjetneje uvrščajo med naravne afrodiziake iz dveh razlogov. Prvi razlog je ta, da njegova oblika spominje na penis. Poleg tega pa gre za vlaknasto tkivo, ki vsebuje velike količine kalcija in fosforja, katerih pomanjkanje lahko povzroči šibkost in utrujnost. V večjih odmerkih pa povečata vzdržljivost moškega.

### Mucuna pruriens
Mucuna prureins je tropska rastlina, ki kot plezoči grm z vinsko trto lahko zraste tudi 15m v dolžino. V zgodovini se je ta rastlina veliko uporabljala za povečanje libida, tako pri moških kot pri ženskah. Semena te rastline vsebujejo visoke koncetracije levodope, ki je direktni prekurzor nevrotransmiterja dopamina. Dopamin ima velik vpliv na spolno aktivnost. Tipičen odmerek za moškega je 15g zdrobljenih semen zmešanih s kravjim mlekom.   

### Ginseng
Ginseng se kot afrodiziak uporablja v kitajski tradicionalni medicini. Njegov učinek je posledica toničnih, krepilnih in adaptagenih (posledica povišanih gonadotropnih hormonov) lastnosti ginsenga.
Eksperimentale študije na zajcih so pokazale, da ginseng relaksira penis. Ta učinek doseže s sproščanjem dušikovega oksida iz endotelnih ali nevralnih celic. NO deluje v brecilnem tkivu penisa. Aktivira gvanilat ciklazo, kar poveča sproščanje ciklične gvanilat ciklaze (cGMP). V brecilnem tkivu se mišica sprosti in v tkivo vdre večja količina krvi, ki omogoči erekcijo. Poleg tega ginseng omogoči povečano sintezo NO. Klinične študije so potrdile pozitivne učinke ginsenga pri zdravljenju impotence.
Lahko pa je delovanje na potenco povezano tudi z učinki ginsenga na hipofizo (adenohipofizo), ker povzroči povišane koncentracije kortikotropina in kortikostereoidov v plazmi. Torej podpira in pomaga pri proizvodnji hormona testosterona, kar pomaga pri vzpodbujanju spolnega nagona in odpravljanju impotence..

### Banane
Sok rdeče banane se šteje kot afrodoziak v Srednji Ameriki.

### Med
Med je narejen preko opraševanja in zato predstavlja simbol razmnoževanja. Beseda  »honeymoon« se imenuje po alkoholni pijači narejeni iz medu, medici, ki je bila dana parom. Med vsebuje veliko bora in mineralov, ki ugodno vplivajo na človeško telo. Študije so pokazale, da ti minerali povečajo raven testosterona v krvi, hormonov,  odgovornih za povečanje spolne sle in orgazma pri ženskah in moških. Med so včasih poimenovali tudi nektar Afrodite. 

### Čokolada
Čokolada je bila prvič omenjena leta 1519, ko je španski osvajalec Cortez v Mehiki obiskal palačo kralja Montezume. Kasneje je ameriški zgodovinar William Hickling v svojem delu Zgodovina osvajanja Mehike opisal podrobnosti o obisku in prvem srečanju s čokolado. V tem delu piše, da Montezuma »ni pil prav ničesar drugega kot chocolatl, napitek iz čokolade, začinjen z vanilijo in dišavnicami ter pripravljen tako, da je imel gostoto medu; postrežen močno ohlajen, se je v ustih popolnoma topil...«. Kasnejše prepričanje, da je čokolada afrodiziak izhaja iz tega, da si je Montezuma chocolatl navadno privoščil, ko se je odpravljal v svoj harem.
Čokolada spodbuja tvorbo in aktivnost feniletilamina, ki ga poznamo kot ljubezensko kemikalijo (angleško: love chemical). Feniletilamin se navadno tvori v možganih in se v »centrih zadovoljstva« pretvarja v dopamin, ki je med drugimi odgovoren tudi za doživljanje orgazma. Nekateri seksologi in dietologi menijo, da feniletilamin ne more pomembno vplivati na libido, ker se zelo hitro presnovi. Kljub temu pa se strokovnjaki obenem strinjajo, da spolno slo krepi vse kar je sladko.

### Allium tuberosum
Allium tuberosum (šopasti česen) se kot afrodiziak uporablja  se na Kitajskem. Uporablja se  n-butanolni ekstrakt česnovih semen. Na predkliničnih testih so afrodizično delovanje česna dokazali na moških podganah. Pred študijami so samčke opazovali,če so spolno aktivni ali ne in jih na podlagi tega razdelili v  4 skupine. V prvo skupino so dali  spolno aktivne podgane, ki so služile kot kontrola, v drugo skupino pa spolno aktivne podgane, ki so dobivale L-DOPA. Ta skupina je služila kot standard. V Tretjo skupino so uvrstili  spolno aktivne podgane, ki so dobivale ekstrakt šopastega česna. Četrta skupina spolno neaktivne podgane, ki so dobivale ekstrakt šopastega česna. Testiranje vseh štirih skupin je trajalo 40 dni. Po aplikaciji standarda ali učinkovine so samčka zaprli v kletko s petimi samičkami in ga z njimi pustili 30 minut.
Merili so čas od spoznavanja moškega s samičkami do naskoka (dokler se samček ni povzpel nanjo), čas od prvega spoznanja do vpeljave moškega spolnega uda v samičko in čas od vpeljave spolnega uda  do ejakulacije. Potem še število naskokov v 30-ih minutah, število ejakulacij in število vpeljav spolnega uda v samičko.
Rezultati so se pokazali na spolno aktivnih in neaktivnih moških podganah. Čas do naskoka in vpeljave spolnega uda se je signifikantno skrajšal. Število naskokov, vpeljav spolnega uda v samičko in število ejakulacij pa se je povečalo.
Rezultati so potrdili pričakovanja.

### Kava
Kofein stimulira telo in duha, Urolog Ananias Diokn z Univerze v Michiganu je na naredil raziskavo in dokazal, da imajo ljudje , ki redno pijejo tri skodelice kave na dan, opazno bogatejše spolno življenje. Vendar je mnenja, da je to posledica večje budnosti in ne čudežno povečane spolne sle.

### Vanilija
Poveča strast zaradi svojega vonja.

### Johimbin
Johimbin je alkaloid, najden v izvlečkih skorje drevesa Pausinystlia yohimbe, ki raste v tropski Zahodni Afriki in v Kongu. Spojina je alfa-adrenergični antagonist, ki povečuje  genitalni pretok in povečuje spolno občutljivost  in željo po spolnosti. Johimbin se lahko uporablja kot zeliščni afrodiziak ali pa kot predpisano zdravilo za moške.

### Koromač
Naj bi povečeval libido pri moških in ženskah, vsebuje namreč spojine, ki posnemajo estrogen

### Mandlji
Mandlji že od nekdaj veljajo za živila, ki spadajo med afrodiziake in so bili včasih tudi del svatb. V antiki so mandlji veljali za simbol plodnosti. 28g teh oreščkov vsebuje veliko vitamina E in sicer kar 35% dnevnih potreb. Vitamin E vpliva na stopnjo plodnosti in delovanje  spolnih organov. Zaradi vsebnosti cinka pa naj bi bili koristen tudi za moške.

### Ginko
Ginko je zelišče, ki se uporablja za izboljšanje prekrvavitve možganov oziroma preprečevanje možganske kapi. V Ameriki so opravili raziskavo in dokazali, da 240 mg ekstrakta na dan v 78 odstotkih primerov pomaga moškim, ki imajo težave z erekcijo.

### Bazilika
Bazilika ima, poleg tega da izbolša okus in vonj prehrane, tudi ugodne učinke na človeško telo. Ima fantastično aromo zato naj bi imela učinek afrodizika. Morda to pojasnjuje, zakaj so italijani tako zelo romantični.

### Ostriga
Ostrige so ena najbolj poznanih živil, ki naj bi delovala kot afrodiziaki. Skupina ameriških in italijanskih raziskovalcev je z analizo tek školjk ugotovila, da vsebujejo velike količine zelo redkih aminokislin, ki naj bi povzročile povečano izločanje spolnih hormonov. Poleg tega ostrige vsebujejo tudi veliko cinka, minerala, ki pomaga pri proizvodnji testosterona in veliko železa. Če moškim dlje časa primanjkuje železa tvegajo neplodnost, bolezni prostate in upadanje libida.

### Mama Juana
»Mamajuana«, imenovana tudi »mama Juana«, »damajuana« ali »dama Juana«, je značilna pijača Dominikanske republike.Za to pijačo veliko domačinov Dominikanske repulike trdi, da naj bi imela podobne učinke kot Viagra. Tudi tamkajšnje ženske trdijo, da naj bi povečevala spolno slo. Izdelajo jo tako, da v steklenico napolnijo lubje, listje in veje dreves, ki so značilna za tisto območje, in dopolnijo s črnim rumom nekje do 90% steklenice. Po navadi vsebuje še rdeče vino in med.Poleg značilnega zgoraj navedenega recepta, pa posamezniki dodajajo tudi druge setavine, kot so rozine, cimet, limonin ali limetin sok.

### Psihoanaliza
spolne motnje pri ženskah in moških so lahko posledica depresije in utrujenosti. Psihiatri, svetovalci in spolni terapevti pogosto »služijo« kot močan afrodiziak.

### Bogastvo-denar
Bogastvo ne kupi ljubezni, vendar lahko poveča privlačnost ljudi

## Nevarnost uporabe
Afrodiziaki so lahko zaradi vsebnosti različnih spojin tudi nevarni, nekateri med njimi pa lahko povzročijo tudi smrt. V New Yorku so v letih 1993−1995 poročali o smrti petih mlajših moških, ki so uživali afrodiziak vendar so bili pred samo uporabo zdravi. Po preiskavah se je izkazalo, da je afrodiziak, namenjen lokalni uporabi, vseboval spojine z nizkim terapevtskim indeksom. Prisotne spojine so bili kardioaktivni steroidi, med njimi tudi bufadienolidi, ki imajo digoksinu podoben učinek. Spojine povzročajo aritmije, hiperkaliemije, hipotenzijo,…
Med nevarne afrodiziake spada tudi Španska muha in johimbin. Španska muha vsebuje kantaridin, ki ima ozko terapevtsko širino. Kantaridin povzroča priapizem, boleče uriniranje, ter okvaro ledvic.
Johimbin v večjih dozah povzroča povečano bitje srca, povišan krvni tlak, nespečnost, napade panike,…v večjih dozah je toksičen. V večjih dozah pa je toksičen tudi koromač. 
- Je učinek afrodiziakov prisoten ali gre le za placebo efekt? Nekatere študija namreč kažejo,da  agenti, ki sprva delujejo, v kasnejših primerih uporabe nimajo učinka celo pri istih ljudeh. To vodi do prepričanja, da imajo afrodiziaki večji psihološki vpliv kot pa vpliv na posamezne dele telesa oz. določene organe. Možno je, da nekatere zgodovinske trditve o afrodiziakih držijo, saj je bila prehrana ljudi v preteklosti slabša in tudi hrana je  bila težje dostopna. Uživanje boljše in večje količine hrane je zato pomenilo splošno boljše počutje, zdravje in posledično večje spolno poželenje. Prehrana ljudi pa je sedaj boljša zato je težje videti učinke s hranili bogatih živil.